# スティーヴ・コリンズ
スティーヴ・コリンズ（Stephen Clark "Steve" Collins、1964年3月13日 - ）は、カナダ、オンタリオ州サンダーベイ出身の元スキージャンプ選手。1980年代に活躍した。

## プロフィール
1979年12月27日、コルティーナ・ダンペッツォの90m級にて15歳でスキージャンプ・ワールドカップデビューし、10位となるとその後も3度一桁順位に入るなど好調を維持し、
レークプラシッドオリンピックでは90m級で9位と好成績、70m級では28位だった。
オリンピック後に行われたノルディックスキージュニア世界選手権では金メダルを獲得、16歳の誕生日を目前にした3月9日のラハティスキーゲームズ90m級でワールドカップ初勝利をあげた。
これは2010-2011シーズン終了時点でワールドカップ史上最年少の勝利である。
ワールドカップが創設された1979-1980シーズンは総合12位で終えた。
コリンズのジャンプスタイルは、スキーのテールを開き、スキーが「A」の字のようになるもので、飛距離は稼げるがスキーが並行でないため、当時のルールでは飛型点を大きく減点される物であった。
翌1980-1981シーズンはジュニア世界選手権で銅メダル獲得、地元サンダーベイで3位になるなど総合14位となった。
しかしこの後は15歳のシーズンほど顕著な成績は残せなかった。
1982年ノルディックスキー世界選手権では90m級21位、団体5位。1984年サラエボオリンピックでは70m級25位、90m級36位。
1985年ノルディックスキー世界選手権では70m級18位、90m級42位、1988年自国開催のカルガリーオリンピックでは70m級13位90m級35位、団体9位となった。
1987-1988シーズン後第一線から退いたが、1990年と1991年には地元サンダーベイでのワールドカップに出場した。